# Feux de détresse
Les feux de détresse sont utilisés dans le domaine automobile par les conducteurs, et sur les bateaux en difficulté par les marins ou plaisanciers. 
Sur un véhicule (automobile, bus, camion…), les feux de détresse sont un dispositif de signalisation, parfois improprement appelé « warnings »  (faux anglicisme issu de la dénomination anglophone hazard warning lights dont la forme courte est hazard lights), utilisé sur le réseau routier pour signaler un danger aux autres usagers en faisant fonctionner simultanément l'intégralité des feux clignotants indicateurs de direction d'un véhicule. Ils fonctionnent même si le moteur ne fonctionne pas. 
Sur le bateau il s'agit de dispositifs pyrotechniques permettant à un navire en difficulté de se signaler, de jour, comme de nuit.

Pictogramme pour la commande et le témoin des feux de détresse, selon le règlement CEE-ONU 121

## Usages en matière desécurité routière

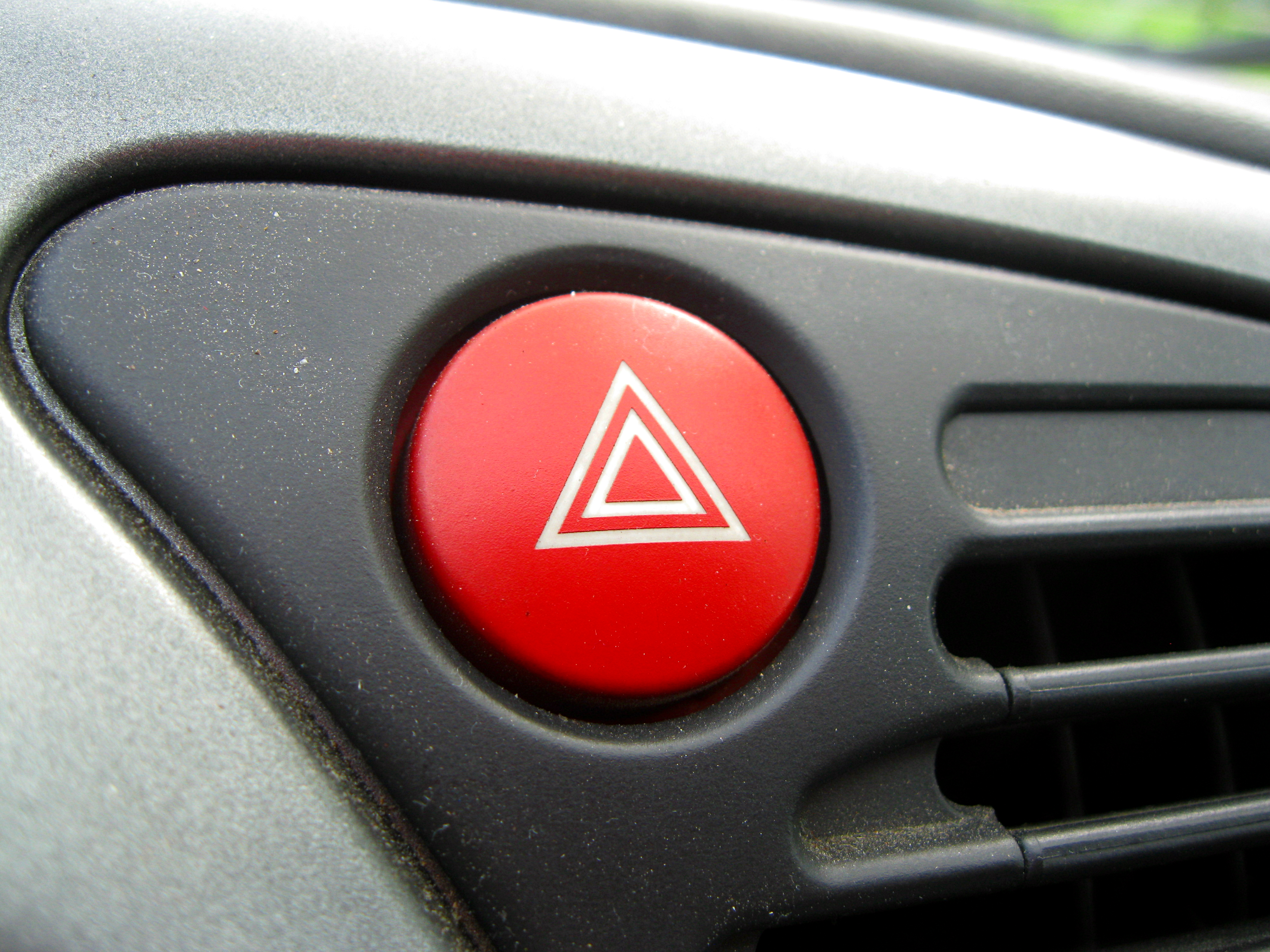
Bouton-poussoir de déclenchement et d'arrêt des feux de détresse

Ces feux doivent être utilisés lorsque l'on est contraint de circuler momentanément à allure fortement réduite, ou dans le cas où un véhicule est immobilisé sur la chaussée et qu'il présente un danger pour les autres usagers. Lorsque la circulation se fait en file ininterrompue, seul le dernier véhicule est contraint de faire usage des feux de détresse.
Ils peuvent être couplés au système d'aide au freinage d'urgence, ou à un capteur de freinage brusque qui pourra les mettre en fonction automatiquement.
Les feux de détresse, comme leur nom l'indique, ne doivent être utilisés qu'en situation de danger. A contrario, pour un véhicule stationné en double file en agglomération, qui est une gêne mais pas un danger, ou pour signaler l'intention d'immobiliser le véhicule, c'est le clignotant qui doit être utilisé. L'usage des feux de détresse ne donne aucun droit à se garer en double file.

### Réglementations
Ces feux sous soumis au règlement CEE-ONU 48 stallation des dispositifs d’éclairage et de signalisation lumineuse) ou au règlement CEE-ONU 86 (racteurs agricoles ou forestiers en ce qui concerne l'installation des dispositifs d'éclairage et de signalisation lumineuse), par exemple.

## Usages marins (sécurité maritime)
Pour des raisons de sécurité maritime, dans le  domaine des transports maritimes, les navires de commerce, de la marine de guerre et les bateaux de pêche et navires de plaisance doivent être équipés de dispositifs pyrotechniques et fumigènes régulièrement renouvelés, dont les fusées de détresse, des feux à mains et fumigènes, dispositifs souvent dénommés feux de détresse. 
En France, depuis 2007, NAVIMO (principal producteur) sensibilise ses clients à la collecte et au traitement de signaux de détresse périmés (en lien avec le ministère de l’Environnement et l’ADEME parfois) qui sont classés comme déchets diffus spécifiques (DDS) et en tant que tels (susceptibles de brûler et contenant des produits toxiques dont du thallium), font l'objet d'une règlementation spécifique.
Depuis le 1er janvier 2011, les « feux non utilisés » sont classés déchets dangereux devant être récupérés via une filière spécifique. Pour les plaisanciers, ces déchets (environ 450 000 feux à mains, 40 000 fumigènes et 85 000 fusées de détresse vendus en France par AVIMO) doivent être collectés. Les feux mis sur le marché après le 1er janvier 2011 sont collectés aux frais du « metteur sur le marché » dans le cadre de la réglementation. 
Depuis 2011, en France, les produits endommagés ne doivent ni être collectés, ni transportés ; Le consommateurs doit les apporter à la sécurité civile locale. Le tri est fait à la source chez le shipchandler lors de la remise par le consommateur des produits dont il veut se débarrasser. Le conditionnement doit se faire « dans les cartons d’origine réutilisés, avec une seule division de risque et un seul type de produit par carton, et l’étiquetage règlementaire doit être respecté par l’expéditeur ». C'est NAVIMO qui établit, pour le client expéditeur, la déclaration de marchandises dangereuses (DMD), qui doit être signée par le shipchandler lors de l'enlèvement, cette signature engage la responsabilité du shipchandler concernant le respect de la réglementation ADR pour l’emballage et l’étiquetage des colis.
NAVIMO n'a qu'un transporteur (spécialisé dans le transport de produits explosifs et déchets dangereux dans des véhicules spéciaux EX/II et EX/III). Quand un client achète des feux de détresse neufs, il peut rapporter les anciens feux non utilisés. Ces déchets spécifiques ne doivent pas être stockés dans l’espace de vente, mais dans un local ou un endroit dédié situé à plus de 5 mètres de toute matière combustible, ou à plus de 1,5 m, mais en répondant à des normes spécifiques de sécurité.
Quand ceci n'est pas possible, une armoire métallique spécifique (en cours de qualification par l’INERIS) pourrait être utilisée pour les déchets dangereux classés en division de risque 1.4..